# Vasil Levski (Silistra)
Vasil Levski (Bulgaars: Васил Левски) is een dorp in het noorden van Bulgarije. Het dorp valt onder het administratieve bestuur van de gemeente Alfatar in de oblast Silistra. Het dorp ligt hemelsbreed ongeveer 23 km ten zuidoosten van Silistra en 355 km ten noordoosten van Sofia. 
Op 31 december 2019 telde het dorp 68 inwoners. Dit is een daling vergeleken met 88 inwoners in februari 2011 en 961 inwoners in 1934. Van de 88 inwoners in 2011 identificeerden 81 personen zich als etnische Bulgaren (92%) en 7 personen als Bulgaarse Turken (8%).